# Парламентские выборы в Украинской ССР (1990)
Парла́ментские вы́боры в Украи́нской ССР (1990) — парламентские выборы на Украине в 1990 году.
Парламентские выборы на Украине прошли одновременно с выборами народных депутатов РСФСР и Белорусской ССР, а также выборами в местные советы. В выборах участвовали Коммунистическая партия Украины и Демократический блок. Большинство мест получила КПУ, на втором месте Демократический блок. Это были первые альтернативные парламентские выборы в Украинской ССР. Выборы были проведены 4 марта 1990 года. Второй тур прошёл 18 марта 1990 года. 4 марта были также избраны областные советы.
Избранный парламент принял Декларацию о государственном суверенитете Украины 16 июля 1990 года, а также Акт провозглашения независимости 24 августа 1991 года. После принятия Конституции в 1996 он сменил номер с двенадцатого на первый.

## Обстановка
С принятием закона о выборах 27 октября 1989 года — включая участия независимых партий (в том числе и от оппозиционных групп), стало возможным номинировать оппозиционных кандидатов. Однако КПСС сохраняла свой контроль над средствами массовой информации.
Демократический блок включал Народное движение Украины (Рух), Украинскую Хельсинкскую группу, Партию Зелёных Украины и другие мелкие организации.
Коммунисты получили 331 мест в Раде (так назывался парламент- Верховный Совет). Демократические кандидаты сформировали фракцию Народная Рада, в которой состояло от 90 до 125 членов. Она стала оппозицией и Игорь Юхновский был избран её лидером.

### Фракции
- Группа 239 (КПУ) — 239
- Народная Рада — 125
- Демплатформа — 41

Фракции Верховного совета Украинской ССР XII созыва :
Коммунистическая партия Украины (331)
Демократический блок Украины (111)
независимые (58)

- Демократическая партия Украины — 19
- Украинская республиканская партия — 12
- Независимые — 14

## После выборов
Первое заседание прошло 15 мая 1990 года. Коммунист Владимир Ивашко был избран главой парламента, однако 19 июля 1991 года он переведен в Политбюро ЦК КПСС. Группа 239 стала называться — За Советскую суверенную Украину
16 июля 1990 Парламент принял Декларацию о суверенитете 355 голосами
18 июля 1990 группа За советскую суверенную Украину возглавляемая Александром Морозом
Председателем парламента был избран Леонид Кравчук.
24 октября 1990 года парламент принял поправки к Конституции Украины, изменив 6 статью про руководящую роль КПСС.
24 августа 1991 года парламент принял Акт провозглашения независимости Украины.
5 декабря 1991 года Кравчук ушел с поста председателя Верховного совета, председателем парламента был избран Иван Плющ.
Народную Раду покинуло несколько депутатов.
После запрета Компартии члены группы 239 стали в основном независимыми.

## Статистика
Было 8 сессий на которых принято 85 законов, 6 из которых выдвинуты Президентом, 38 Кабинетом министров, Наиболее продуктивные 7 и 8 сессия работали с 60 документами.